# 발란도보시

발란도보 시의 위치

발란도보시(마케도니아어: Општина Валандово)는 마케도니아 공화국 남부에 위치한 지방 자치체로 행정 중심지는 발란도보이며 면적은 331.4km2, 인구는 11,890명(2002년 기준)이다. 동쪽으로는 그리스와 국경을 접하며 남쪽으로는 도이란 시와 보그단치 시, 남서쪽으로는 게브겔리야 시, 북서쪽으로는 데미르카피야 시, 북쪽으로는 콘체 시, 북동쪽으로는 스트루미차 시와 접한다.